# Christian Poschmann
Christian Poschmann (1979) è un ex giocatore di football americano tedesco, che ha giocato come runningback.
Dopo aver giocato nelle giovanili dei Langenfeld Longhorns si è trasferito nella prima squadra dei Düsseldorf Panther. Nel 2002 ha giocato nei Cologne Crocodiles, per poi tornare ai Panther. Si è ritirato nel 2008 in seguito ad un infortunio al ginocchio.

## Palmarès
- 1 World Games (2005)